# Russ (Bas-Rhin)
Russ (deutsch Ruß) ist eine französische Gemeinde mit 1237 Einwohnern (Stand 1. Januar 2021) im Département Bas-Rhin in der Region Grand Est (bis 2015 Elsass). Sie gehört zum Arrondissement Molsheim und zum Kanton Mutzig.
Die Ortschaft liegt im Tal der Breusch in den Vogesen. Zu Russ gehören die Ortsteile Les Bruyères, Steinbach und Schwarzbach. Nachbargemeinden von Russ sind Wisches im Norden, Muhlbach-sur-Bruche im Nordosten, Grendelbruch im Osten, Barembach im Süden sowie Schirmeck im Westen.

## Bevölkerungsentwicklung

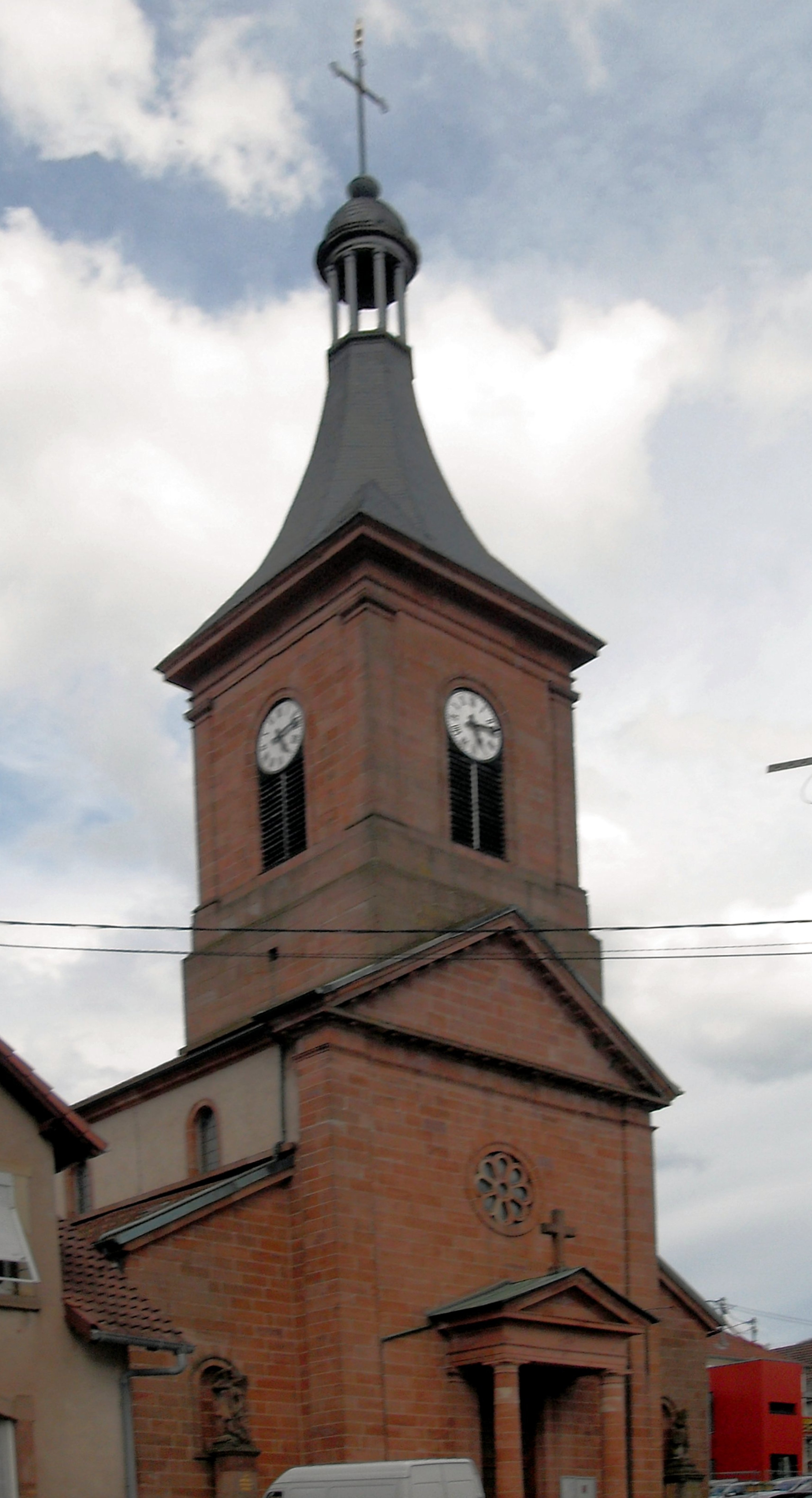
Kirche St. Stephan

| Jahr      | 1962 | 1968 | 1975 | 1982 | 1990 | 1999 | 2006 | 2009 | 2011 | 2013 |
| Einwohner | 966  | 1001 | 1015 | 1142 | 1113 | 1182 | 1219 | 1233 | 1247 | 1282 |